# Бедренный нерв
Бедренный нерв (лат. nervus femoralis) — нерв поясничного сплетения. Образован волокнами второго-четвертого (LII — LIV) нервов.

## Топография
Бедренный нерв — самый толстый нерв поясничного сплетения. Начальный отдел располагается позади большой поясничной мышцы, а затем выходит из-под её латерального края. Располагается далее в борозде между большой поясничной и подвздошной мышцами, под подвздошной фасцией. Следует в мышечной лакуне, выйдя через которую на бедро ложится под фасцию, которая покрывает подвздошную и гребенчатую мышцы, залегая в бедренном треугольнике, латеральнее бедренных сосудов. Непосредственно в мышечной лакуне или несколько дистальнее паховой связки делится на свои концевые ветви.

## Ветви
1. Мышечные ветви (лат. rami musculares) отходят от основного ствола в области большого таза к большой поясничной мышце. Кроме того, мышечные ветви различной толщины и длины идут в области бедра к портняжной, гребенчатой мышцам, четырёхглавой мышце бедра и к суставной мышце колена.
Мышечные ветви, направляющиеся к прямой мышце бедра, посылают ветви к капсуле тазобедренного сустава. Мышечные ветви, которые идут к широким мышцам бедра отдают ветви к капсуле коленного сустава и к надкостнице бедренной кости. Одна-две ветви подходят к бедренной кости и через питательные отверстия вступают в её толщу.
2. Передние кожные ветви (лат. rami cutanei anteriores) — прободают на разных уровнях широкую фасцию бедра и разветвляются в коже передней и переднемедиальной поверхности бедра, достигая коленного сустава. Часть ветвей этой группы образуют соединения с ветвями запирательного нерва, а часть с латеральным кожным нервом бедра и с бедренной ветвью n. genitofemoralis.
3. Подкожный нерв ноги (лат. nervus saphenus) — самая длинная ветвь бедренного нерва. В самом начале он идёт латеральнее бедренной артерии. Направляясь далее, он входит вместе с артерией и бедренной веной в приводящий канал, располагаясь в нём впереди и латеральнее артерии. Затем он проходит через переднюю стенку канала и ложится в жёлобе между медиальной широкой и большой приводящей мышцами, будучи прикрыт сухожилием портняжной мышцы. Затем он прободает широкую фасцию бедра, проникает под кожу и в сопровождении большой подкожной вены ноги спускается по переднемедиальной поверхности голени, достигая стопы.
На стопе нерв идёт по её медиальному краю; концевые её ветви не достигают кожи большого пальца.
На своём пути от него отходят следующие ветви:
- Поднадколенниковая ветвь (лат. r. infrapatellaris) отходит на уровне медиального надмыщелка бедра; прободая или обходя сухожилие портняжной мышцы. Затем она проникает через фасцию под кожу и разветвляется в области надколенника, медиальной поверхности колена и верхних отделов голени (над бугристостью большеберцовой кости).
- Медиальные кожные ветви голени (лат. rr. cutanei cruris mediales) — ряд тонких ветвей, отходящих на протяжении подкожного нерва к медиальной поверхности голени; часть из них переходит в кожу области передней и задней поверхностей голени.

## Изображения

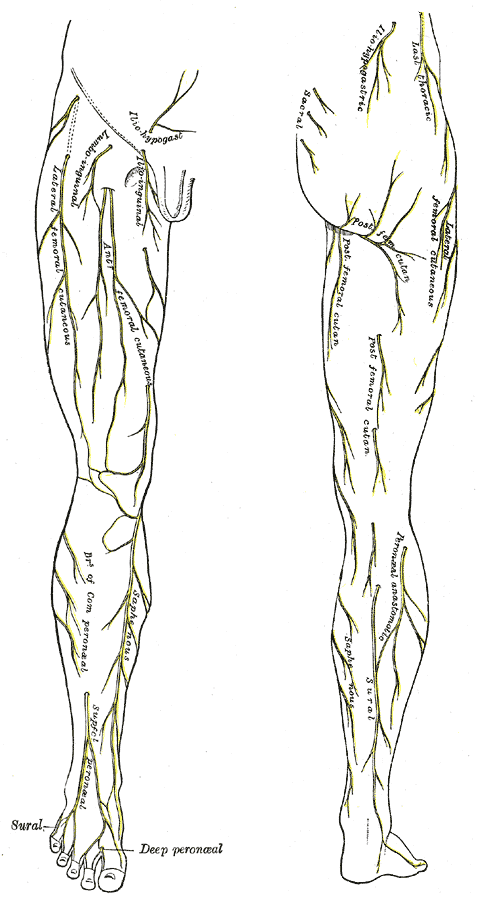
Иннервация кожи нижних конечностей
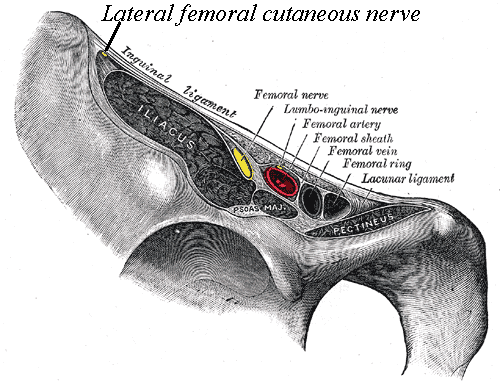
Место прохождения нерва под паховой связкой
Зоны чувствительной иннервации нижних конечностей
Зона иннервации подкожного нерва ноги